# مهدي الشويخات
مهدي الشويخات لاعب كرة قدم سعودي محترف ، يلعب كحارس مرمى.

## مسيرة اللاعب
كان يلعب في درجة الشباب في نادي الخليج و صعد إلى الفريق الأول في موسم 2015-2016 و أعاره نادي الخليج في يناير 2016 إلى نادي الباطن و انتقل إلى نادي الثقبة في عام 2019 و انتقل إلى نادي الساحل في عام 2022 و انتقل إلى نادي النور في عام 2023.